# Санто Стефано (Анкона)
Санто Стефано (итал. Santo Stefano) насеље је у Италији у округу Анкона, региону Марке.
Према процени из 2011. у насељу је живело 94 становника. Насеље се налази на надморској висини од 494 м.